# Иваницкий, Александр Иванович
Алекса́ндр Ива́нович Ивани́цкий (1812, Вологодская губерния — 7 (19) июля 1850, Вологда) — русский педагог и писатель. Брат писателя и педагога Н. И. Иваницкого. 

## Биография
Родился в 1812 году.
Окончив физико-математический факультет Санкт-Петербургского университета в 1835 году со степенью действительного студента, поступил учителем арифметики и геометрии в Гатчинское уездное училище, откуда в 1836 году был переведён старшим преподавателем тех же предметов в Вологодскую гимназию. Им  было составлено «Собрание арифметических задач», впервые напечатанное в 1850 году и выдержавшее 11 изданий; также проводил исследования в области ботаники и зоологии.  
В Ярославских губернских ведомостях печатались его метеорологические наблюдения и статьи о климате Вологды. Иваницкий придумал прибор для измерения силы направления и продолжительности ветра.
Написал также ряд художественных повестей: «Неразменный червонец» («Библиотека для чтения». — 1839. — Т. 37), «Мечтатель» («Маяк». — 1840. — Ч. 8), «Сыновняя обязанность» («Маяк». — 1842. — Ч. 1, 2) «Восток и Запад» («Маяк». — 1843. — Ч. 7), «Суженые» (Архангельский историко-литературный сборник. — СПб., 1844).
Сын — Иваницкий, Николай Александрович (1847—1899) — писатель, поэт и этнограф. 